# August Adolf von Cramm
August Adolf von Cramm, später Freiherr von Cramm (* 20. Mai 1685; † 2. März 1763) war braunschweigischer Premierminister, Erbkämmerer und Gesandter am Reichstag in Regensburg.

## Leben
August von Cramm stammte aus dem niedersächsischen Adelsgeschlecht Cramm und war der älteste Sohn des Heinrich Christoph von Cramm und Ehefrau Anna Elisabeth, geb. Wolff von Gudenberg, auf Oelber und Volkersheim. 
Er wurde zunächst braunschweigischer Oberhauptmann und Hofmarschall, ab 1724 Wirklicher Geheimer Rat im Fürstentum Blankenburg, Harz, ab 1731 auch in Wolfenbüttel, ab 1744 braunschweigischer Premierminister und Gesandter am Reichstag in Regensburg. Von seinem Vater erbte er das Amt des Erbkämmerers im Herzogtum Braunschweig-Lüneburg sowie Höfe in Oelber und Volkersheim. Er heiratete Eleonore Elisabeth, geb. von Stromer, mit der er eine Tochter hatte.